# Amt Neuenhagen

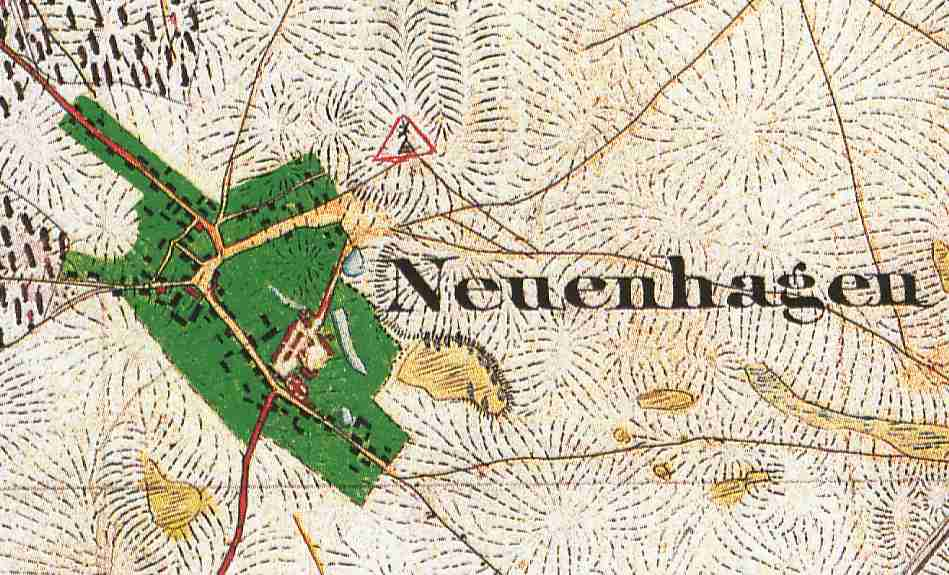
Neuenhagen auf dem Urmesstischblatt 3150 Oderberg von 1844. Ausschnitt. Das Amt befand sich in dem Gebäude direkt nordöstlich der Kirche.

Das Amt Neuenhagen war ein kurfürstlich-brandenburgisches bzw. königlich-preußisches Domänenamt. Es ging aus der kleinen Adelsherrschaft der von Uchtenhagen hervor, die 1604 an den Landesherrn gekommen war. Das Amt gehörte damals zum Landkreis Königsberg Nm. (Neumark). Das nicht zusammenhängende Amtsgebiet liegt heute zum größeren Teil im Landkreis Märkisch-Oderland, Brandenburg, ein kleinerer Teil im Powiat Gryfiński, Woiwodschaft Westpommern, Polen. Amtssitz war in Neuenhagen, heute ein Ortsteil der Stadt Bad Freienwalde (Oder). 1874 wurde das Amt Neuenhagen aufgelöst.

## Geschichte
Nach dem Tod seines einzigen Sohnes Caspar 1604 verkaufte Hans von Uchtenhagen die Stadt Freienwalde und seine Güter gelegen auf beiden Seiten der Oder an den Kurfürsten Johann Sigismund für 25.000 Taler. Die Übergabe sollte aber erst nach seinem Tod erfolgen, und er behielt sich auch ein Rückkaufrecht für den Fall vor, dass er doch noch einen Erben bekommen sollte. 1618 starb Hans von Uchtenhagen ohne Erben und die Güter gingen endgültig an den Fiskus über. Aus der kleinen Uchtenhagenschen Herrschaft wurden zwei landesherrliche Ämter gebildet. Für die damals westlich der Oder gelegenen Besitzungen das Amt Freienwalde mit Amtssitz auf dem Vorwerk Torgelow und für die damals östlich der Oder gelegenen Güter das Amt Neuenhagen mit Amtssitz in Neuenhagen. Das Amt Neuenhagen gehörte verwaltungsmäßig zum Kreis Königsberg Nm., unterstand jedoch bis 1801 der kurmärkischen Kriegs- und Domänenkammer. Das um 1575 errichtete Feste Haus der v. Uchtenhagen diente nach dem Übergang der Herrschaft an den Kurfürsten als Amtsgebäude (Freienwalder Straße 12).

### Zugehörige Orte
Das Amtsgebiet setzte sich überwiegend aus den ursprünglich zur Uchtenhagen'schen Herrschaft gehörenden Gütern zusammen. Es gab vergleichsweise wenig Zugewinn.
- Altglietzen, Ortsteil der Stadt Bad Freienwalde. Der Ort gehörte zum Besitz der v. Uchtenhagen und kam 1618 zum Amt.
- Altglietzener Herrenwiese, in Altglietzen aufgegangen
- Bralitz, Ortsteil der Stadt Bad Freienwalde. War ursprünglicher Besitz der v. Uchtenhagen.
- Brückkrug oder Hohenwutzower Fährkrug, Krug und Fährkrug, heute in Hohenwutzen aufgegangen
- Fährkrug, Vorwerk, heute in Schiffmühle, Ortsteil der Stadt Bad Freienwalde aufgegangen
- Gabow, Gemeindeteil von Schiffmühle, Ortsteil der Stadt Bad Freienwalde
- Hohenwutzen, Ortsteil der Stadt Bad Freienwalde. Gehörte zum Besitz der v. Uchtenhagen.
- Klein Wubiser, Vorwerk und Schäferei, heute Stare Objezierze, Powiat Gryfiński, Woiwodschaft Westpommern. Gehörte zum ursprünglichen Besitz der v. Uchtenhagen. Der Ort wurde 1809 noch unter dem Amt Neuenhagen aufgeführt,[3] gehörte aber 1820 zum Amt Butterfelde.[2]
- Klem(p)zow, heute Klępicz, Powiat Gryfiński, Woiwodschaft Westpommern. Hier gehörte ein Viertel des Dorfes zum ursprünglichen Besitz der v. Uchtenhagen, der 1618 an das Amt Neuenhagen kam. 1802 wurde dieses Viertel an das Amt Zehden übertragen.
- Neuenhagen, Ortsteil der Stadt Bad Freienwalde. War das Zentrum der sog. Neuenhagener Insel mit einem festen Haus. Neuenhagen soll nach dem Landbuch der Neumark 1333 in den Besitz der Familie v. Uchtenhagen gekommen sein. Nach dem Erwerb der Uchtenhagenschen Herrschaft wurde Neuenhagen Sitz (und Namengeber) des Amtes Neuenhagen.
- Neuwustrow, heute Gemeindeteil von Wustrow, Ortsteil der Gemeinde Oderaue. 1753 im Oderbruch angelegt. Anteil an der Kolonie, der andere Anteil gehörte zum Amt Wriezen
- Schiffmühle (Büdnerhäuser), heute Ortsteil der Stadt Bad Freienwalde

1816 wurde die Aufsicht über den Freienwalder Fährdamm an das Rentamt Wriezen-Freienwalde überwiesen. Das Amt erhielt 1818 dafür die beiden Orte Neuglietzen und Neutornow zugewiesen, die bis zu diesem Zeitpunkt vom Amt Wriezen verwaltet worden waren. 1874 wurde das Amt Neuenhagen aufgelöst.

## Amtleute und Pächter
Das Amt wurde meist von Amtleuten verwaltet, war zeitweise jedoch auch verpachtet, wobei der Pächter auch als Amtmann fungierte.
- 1775 Christ. Friedrich Ludwig Berg[4]
- 1798 Berg, Kriegsrat[5]
- 1818 Berg, Oberamtmann[6]
- 1821 Dallach, Oberamtmann[7]
- 1832 Dallach, Oberamtmann[8]
- 1843 Jost, Oberamtmann[9]
- 1851 Jost, Oberamtmann[10]
- 1852 Steinlein, Pächter[11]
- 1855 Steinlein, Pächter[12]
- 1863/3 Steinlein, Pächter[13]
- 1865 Baethge, Pächter[14]

## Belege